# L'Amour nègre
L'Amour nègre est un roman de Jean-Michel Olivier paru le 20 octobre 2010 aux éditions de Fallois et ayant reçu le Prix Interallié la même année.

## Résumé
Après avoir été adopté par un couple d'acteurs mondialement connus, le jeune Adam quitte sa terre natale africaine pour le strass et paillettes de la vie hollywoodienne. Il s'ensuit de ce choix une série d'événements et de rencontres, qui l'entraînent sur les cinq continents, chacun d'entre eux constituant l'un des cinq chapitres de ce roman ayant la globalisation pour toile de fond. 
Lors de son vécu successif en Afrique, à Los Angeles, sur une île du Pacifique, en Asie du Sud-Est, puis à Genève, Adam présente son point de vue décentré. La découverte de ces nouveaux contextes et milieux sociaux sont l'occasion de réflexions sur les relations humaines, le matérialisme, les rapports charnels, et sur le sens de la vie en général. Les descriptions qui accompagnent les péripéties du narrateur sont entrecoupées par des chansons de divers artistes contemporains, signe qu'une certaine homogénéité culturelle s'est installée sur tous les continents.

## Éditions
- L'Amour nègre, éditions de Fallois, 2010  (ISBN 978-2877067409).